# ProgPower Europe
ProgPower Europe (früher ProgPower), auch bekannt als PPE, ist ein Musikfestival, das jährlich in den Niederlanden stattfindet. Es wurde erstmals im Jahr 1999 veranstaltet.

## Stilrichtungen
Der Schwerpunkt des Festivals liegt auf Progressive Rock und Metal. In den letzten Jahren waren auch einzelne Gruppen anderer Stilrichtungen anwesend, wie Death- und Power-Metal-Gruppen.

## Besonderheiten
Das PPE Festival ist bekannt als sehr familiäres, kleineres Festival, bei welchem sich Publikum und Musiker sehr nahe kommen. Es ist durchaus üblich, dass die Bands in denselben Hotels wie die Zuschauer übernachten und mit diesen gemeinsam feiern.
2014 spielten Pain of Salvation zwei Sets auf PPE (4. und 5. September 2014), da Pagan’s Mind kurzfristig absagen mussten.
In den Jahren 2020 und 2021 musste das Festival aufgrund der COVID-19-Pandemie pausieren.

## Lineups
| Jahr | Ort                                | Freitag | Samstag | Sonntag |
| ---- | ---------------------------------- | --- | --- | --- |
| 1999 | Club '013' in Tilburg, Niederlande | | | 14. November - Threshold (England) - Poverty’s No Crime (Deutschland) - Pain of Salvation (Schweden) - Mayadome (Schweden) - Evergrey (Schweden) - Forever Times (Niederlande) - Superior (Deutschland) - Symmetry (Niederlande) - Lemur Voice (Niederlande) - Wolverine (Schweden) |
| 2000 | Sjiwa in Baarlo, Niederlande       | 10. November - Evergrey (Schweden) - Sonic Debris (Norwegen)                                                         | 11. November - Opeth (Schweden) - Sonic Debris (Norwegen) - Brayndance (Deutschland) - After Forever (Niederlande) - Spiral Architect (Norwegen) - Manticora (Dänemark) - Arabesque (Niederlande)                    | |
| 2001 | Sjiwa in Baarlo, Niederlande       | 5. Oktober - Pain of Salvation (Schweden) - Superior (Deutschland) - Zero Hour (USA) - Silent Edge (Niederlande)     | 6. Oktober - Vanden Plas (Deutschland) - Into Eternity (Kanada) - Wolverine (Schweden) - Poverty’s No Crime (Deutschland) - Anomaly (Niederlande) - Andromeda (Schweden)                                             | |
| 2002 | Sjiwa in Baarlo, Niederlande       | | 5. Oktober - Threshold (England) - Heaven’s Cry (Kanada) - Dead Soul Tribe (Australien) - Stonehenge (Ungarn) - Divided Multitude (Norwegen) - Antares (Niederlande)                                                 | 6. Oktober - After Forever (Niederlande) - Ashes to Ashes (Norwegen) - The Song Retains the Name (Deutschland) - A.C.T (Schweden) - Sun Caged (Niederlande) - Arabesque (Niederlande)                                                                                               |
| 2003 | Sjiwa in Baarlo, Niederlande       | | 4. Oktober - Vanden Plas (Deutschland) - Nightingale (Schweden) - Green Carnation (Norwegen) - Novembre (Italien) - Chrome Shift (Dänemark) - Symmetry (Niederlande)                                                 | 5. Oktober - Evergrey (Schweden) - At Vance (Deutschland) - Elegy (Niederlande) - Pagan’s Mind (Norwegen) - Andromeda (Schweden) - Xystus (Niederlande) |
| 2004 | Sjiwa in Baarlo, Niederlande       | | 2. Oktober - Devin Townsend (Kanada) - Alchemist (Australien) - Adagio (Frankreich) - Platitude^ (Schweden) - All Too Human (USA) - The Dust Connection (Niederlande)                                                | 3. Oktober - The Gathering (Niederlande) - Katatonia (Schweden) - Riverside (Polen) - Tomorrow’s Eve (Deutschland) - NovAct (Niederlande) - Into Eternity (Kanada) |
| 2005 | Sjiwa in Baarlo, Niederlande       | 30. September - Mind Key (Italien) - Time Line (Niederlande)                                                         | 1. Oktober - Epica (Niederlande) - Green Carnation (Norwegen) - Novembers Doom (USA) - Orphaned Land (Israel) - Throes of Dawn (Finnland) - Disillusion (Deutschland)                                                | 2. Oktober - Pain of Salvation (Schweden) - Pagan’s Mind (Norwegen) - Wolverine (Schweden) - Cloudscape (Schweden) - Dynamic Lights (Italien) - The Aurora Project (Niederlande) |
| 2006 | Sjiwa in Baarlo, Niederlande       | 29. September - Dreamscape (Deutschland) - Zero Gravity (Belgien)                                                    | 30. September - Mercenary (Dänemark) - Textures (Niederlande) - Scar Symmetry (Schweden) - Ephel Duath (Italien) - Chaoswave (Italien) - Another Messiah (Niederlande)                                               | 1. Oktober - Riverside (Polen) - Communic (Norwegen) - Dark Suns (Deutschland) - Voyager (Australien) - Nova Art (Russland) - Sphere of Souls (Niederlande) |
| 2007 | Sjiwa in Baarlo, Niederlande       | 5. Oktober - Thessera (Brasilien) - Picture of the Moon (Niederlande)                                                | 6. Oktober - Alchemist (Australien) - Orphaned Land (Israel) - NahemaH (Spanien) - DGM (Italien) - Oceans of Sadness (Belgien) - Non-Divine (Niederlande)                                                            | 7. Oktober - Jon Oliva’s Pain (USA) - Sieges Even (Deutschland) - Dreamscape (Deutschland) - Circus Maximus (Norwegen) - Meyvn (USA) - Day Six (Niederlande) |
| 2008 | Sjiwa in Baarlo, Niederlande       | 3. Oktober - Pagan’s Mind (Norwegen) - Atrox (Norwegen) - Division by Zero (Polen)                                   | 4. Oktober - Cynic (USA) - Zero Hour (USA) - Alarum (Australien) - Wolverine (Schweden) - Sun Caged (Niederlande) - Cilice (Niederlande)                                                                             | 5. Oktober - Threshold (England) - Wolverine (Schweden) - Suspyre (USA) - The Aurora Project (Niederlande) - Pathosray (Italien) - 21 Eyes of Ruby (Niederlande) |
| 2009 | Sjiwa in Baarlo, Niederlande       | 2. Oktober - Andromeda (Schweden) - Cloudscape (Schweden) - Cirrha Niva (Niederlande)                                | 3. Oktober - Mercenary (Dänemark) - NahemaH (Spanien) - Seventh Wonder (Schweden) - Chaos Divine (Australien) - Vanity (Polen) - Akphaezya (Frankreich)                                                              | 4. Oktober - Evergrey (Schweden) - Hacride (Frankreich) - Dreamtone & Iris Mavraki's Neverland (Türkei) - Enochian Theory (England) - Prospect (Slowenien) - Knight Area (Niederlande)                                                                                              |
| 2010 | Sjiwa in Baarlo, Niederlande       | 1. Oktober - Serenity (Österreich) - Leprous (Norwegen) - Klone (Frankreich)                                         | 2. Oktober - Shadow Gallery (USA) - Myrath (Tunesien) - Darkwater (Schweden) - Xerath (Großbritannien) - Proghma-C (Polen) - Haken (Großbritannien)                                                                  | 3. Oktober - Jon Oliva’s Pain (USA) - Oceans of Sadness (Belgien) - The Dust Connection (Niederlande) - Sacrum (Argentinien) - Love De Vice (Polen) - Day Six (Niederlande) |
| 2011 | Sjiwa in Baarlo, Niederlande       | 30. September - Seventh Wonder (Schweden) - Subsignal (Deutschland) - The Barstool Philosophers (Niederlande)        | 1. Oktober - Symphony X (USA) - Long Distance Calling (Deutschland) - DGM (Italien) - In Mourning (Schweden) - White Walls (Rumänien) - Schizoid Lloyd (Niederlande)                                                 | 2. Oktober - Redemption (USA) - Mekong Delta (Deutschland) - Sole Remedy (Finnland) - Kingcrow (Italien) - Memento Waltz (Italien) - Sky Architect (Niederlande) |
| 2012 | Sjiwa in Baarlo, Niederlande       | 5. Oktober - Heaven’s Cry (Kanada) - Anubis Gate (Dänemark) - Ørkenkjøtt (Norwegen) 4. Oktober - Persefone (Andorra) | 6. Oktober - Vanden Plas (Deutschland) - Nightingale (Schweden) - The Levitation Hex (Australien) - Alarum (Australien) - Shattered Skies (Irland) - A Liquid Landscape (Niederlande)                                | 7. Oktober - Circus Maximus (Norwegen) - Akphaezya (Frankreich) - Borealis (Kanada) - Uneven Structure (Frankreich) - Thurisaz (Belgien) - Atlantis (Niederlande) |
| 2013 | Sjiwa in Baarlo, Niederlande       | 4. Oktober - Damian Wilson (Großbritannien) - Shadow Gallery (USA)                                                   | 5. Oktober - Haken (Großbritannien) - Verbal Delirium (Griechenland) - Oddland (Finnland) (als Ersatz für Boil) - Hacride (Frankreich) - Dimaeon (Niederlande) als Ersatz für Atoma (Schweden) - Fates Warning (USA) | 6. Oktober - Malicious Dream (Niederlande) - Ramage Inc. (Großbritannien) - Toundra (Spanien) - The Omega Experiment (USA) - Wolverine (Schweden) - The Ocean (Deutschland) |
| 2014 | Sjiwa in Baarlo, Niederlande       | 3. Oktober - Votum (Polen) (Ersatz für Headspace) - Jolly (USA)                                                      | 4. Oktober - Disperse (Polen) - Prospekt (Großbritannien) - Aeon of Horus (Australien) - Pain of Salvation (Ersatz für Pagan’s Mind (Norwegen)) - Aeon Zen (Großbritannien) - Voyager (Australien)                   | 5. Oktober - Cartographer (Niederlande) - Tenebris (Polen) - Vulture Industries (Norwegen) - Chimp Spanner (Großbritannien) - Agent Fresco (Island) - Pain of Salvation (Schweden) "Remedy Lane" Set                                                                                |
| 2015 | Sjiwa in Baarlo, Niederlande       | 2. Oktober - Vola (Dänemark) - Myrath (Tunesien)                                                                     | 3. Oktober - Armed Cloud (Niederlande) - Karma Rassa (Russland) - Exxasens (Spanien) - Schizoid Lloyd (Niederlande) - Soen (Schweden) - Pagan’s Mind (Norwegen)                                                      | 4. Oktober - Until Rain (Griechenland) - Serdce (Belarus) - Obsidian Kingdom (Spanien) - Animations (Polen) (als Ersatz für Abnormal Thought Patterns (USA)) - Enchant (USA) - Leprous (Norwegen)                                                                                   |
| 2016 | Sjiwa in Baarlo, Niederlande       | 30. September - Subterranean Masquerade (Norwegen, Israel) - Jolly (USA)                                             | 1. Oktober - Atomospheres (Belgien) - 6:33 (Frankreich) - Distorted Harmony (Israel) - In Mourning (Schweden) (Ersatz für Earthside) - Chaos Divine (Australien) - Textures (Niederlande)                            | 2. Oktober - Smallman (Bulgarien) - Sadist (Italien) - Klone (Frankreich) - Nordic Giants (Großbritannien) - Wolverine (Schweden) - Threshold (Großbritannien) |
| 2017 | Sjiwa in Baarlo, Niederlande       | 5. Oktober - Damian Wilson (Großbritannien) 6. Oktober - Voyager (Australien) - Sleepmakeswaves (Australien)         | 7. Oktober - Soen (Schweden) - Pyramaze (Dänemark) - Atrox (Norwegen) - Kauan (Russland) - Blindead (Polen) - Cataya (Deutschland)                                                                                   | 8. Oktober - Tesseract (Großbritannien) - Toehider (Australien) - Hemina (Australien) - Brutai (Großbritannien) - Organized Chaos (Serbien) - Semistereo (Niederlande) |
| 2018 | Sjiwa in Baarlo, Niederlande       | 4. Oktober - Spires (England) 5. Oktober - Sons of Apollo (USA) - Need (Griechenland)                                | 6. Oktober - Evergrey (Schweden) - Major Parkinson (Norwegen) - Ramage Inc. (Schottland) - Adimiron (Italien) - The Thirteenth Sun (Rumänien) - Golden Caves (Niederlande)                                           | 7. Oktober - Caligula’s Horse (Australien) - Subsignal (Deutschland) - Circles (Australien) - Voices (England) - DVNE (Schottland) - Temples on Mars (England) |
| 2019 | Sjiwa in Baarlo, Niederlande       | 4. Oktober - Diablo Swing Orchestra (Schweden) - Voyager (Australien)                                                | 5. Oktober - Psychotic Waltz (USA) - Ghost Ship Octavius (USA) - Kingcrow (Italien) - Voices from the Fuselage (England) - Anima Tempo (Mexiko) - Scarlet Stories (Niederlande)                                      | 6. Oktober - Lost in Thought (Wales) - Prehistoric Animals (Schweden) - Rendezvous Point (Norwegen) - Kong (Niederlande) - Teramaze (Australien) - Persefone (Andorra) |
| 2022 | Sjiwa in Baarlo, Niederlande       | 30. September - Von Hertzen Brothers (Finnland) - Mother of Millions (Griechenland)                                  | 1. Oktober - Green Carnation (Norwegen) - Iotunn (Dänemark) - Godsticks (Wales) - Feather Mountain (Dänemark) - Smalltape (Deutschland)                                                                              | 2. Oktober - Seventh Wonder (Schweden) - Avandra (Puerto Rico) - Meer (Norwegen) - Vulkan (Schweden) - Nero di Marte (Italien) |